# Малигонівська волость
Малигонівська волость — історична адміністративно-територіальна одиниця Тираспольського повіту Херсонської губернії.
Станом на 1886 рік складалася з 21 поселення, 20 сільських громад. Населення — 4933 осіб (2528 осіб чоловічої статі та 2405 — жіночої), 497 дворових господарств..
|                     | Площа, десятин | У тому числі орної, дес. |
| ------------------- | -------------- | ------------------------ |
| Сільських громад    | 3870           | 3490                     |
| Приватної власності | 28611          | 12675                    |
| Казенної власності  | —              | —                        |
| Іншої власності     | 291            | 130                      |
| Загалом             | 32772          | 16295                    |

Поселення волості:
- Василівка (Малигонівка) — колишнє власницьке село при балці Малий Куяльник за 70 верст від повітового міста, 85 осіб, 18 дворів, волосне правління, православна церква, земська поштова станція. За 20 верст - станція залізниці.
- Бранкованова (Андріушани) — колишнє власницьке село при річці Середній Куяльник, 266 осіб, 49 дворів, лавка.
- Бирносова — колишнє власницьке село при балці Середній Куяльник, 164 особи, 22 двори, православна церква (будується), земська поштова станція, 2 лавки.
- Іванівка — колишнє власницьке село при балці Малий Куяльник, 31 особа, 4 двори, лавка.
- Семенопіль (Пейчеве) — колишнє власницьке село при балці Малий Куяльник, 135 осіб, 32 двори, земська поштова станція.